# 10月20日 (旧暦)
旧暦10月20日（きゅうれきじゅうがつはつか）は、旧暦10月の20日目である。六曜は大安である。

## できごと
- 紀元前626年 - 春秋時代の楚の成王が太子商臣（穆王）の反乱で、縊死に追い詰められて没した。
- 治承4年（ユリウス暦1180年11月9日） - 富士川の戦い。平維盛と源頼朝の軍が富士川で合戦。水鳥が一斉に飛び立った音を夜襲と勘違いし平氏が敗走
- 元暦元年（ユリウス暦1184年11月24日） - 源頼朝が問注所を設置
- 文永11年（ユリウス暦1274年11月19日） - 文永の役。博多で元軍が鎌倉幕府軍と交戦。元軍はその日の夜中に撤退（暴風雨で沈没とも）
- 文久元年（グレゴリオ暦1861年11月22日） - 将軍徳川家茂との結婚のため、皇女和宮親子内親王の一行が京都を出発
- 明治3年閏10月（グレゴリオ暦1870年12月12日） - 民部省から鉱山・鉄道・電信などを移管し工部省を設置

## 誕生日
- 寛正5年（ユリウス暦1464年11月19日） - 後柏原天皇、104代天皇（+ 1526年）
- 寛延3年（グレゴリオ暦1750年11月18日） - 古賀精里、儒学者（+ 1817年）
- 安永元年（グレゴリオ暦1772年11月14日） - 佐藤一斎、儒学者（+ 1859年）
- 文化14年（グレゴリオ暦1817年11月28日） - 島津久光、薩摩藩指導者（+ 1887年）
- 天保15年（グレゴリオ暦1844年11月29日） - 河野敏鎌、政治家（+ 1895年）

## 忌日
- 延長6年（ユリウス暦928年12月4日） - 平良広[要出典]、平高望の四男で桓武平氏高望流の1人（* 835年）
- 太平興国元年（ユリウス暦976年11月14日） - 趙匡胤（太祖）、北宋の初代皇帝（* 927年）
- 大治2年（ユリウス暦1127年11月25日） - 源義光、武将・源義家の弟（* 1045年）
- 永享5年（ユリウス暦1433年12月1日） - 後小松天皇、100代・北朝6代天皇（* 1377年）
- 安政3年（グレゴリオ暦1856年11月17日） - 二宮尊徳（金次郎）、農政家（* 1787年）